# 郭富城舞臨盛宴世界巡迴演唱會
郭富城舞臨盛宴世界巡迴演唱會是香港男歌手郭富城第九及十次於香港紅館舉行的個人售票演唱會，是繼《	郭富城舞林正傳世界巡迴演唱會》後相隔四年再次於紅館舉行演唱會，主辦機構為小美工作室。

## 簡介
郭富城舞臨盛宴世界巡迴演唱會是郭富城第九次於紅磡香港體育館舉行的個人演唱會，主題曲為《以歌會舞》。演唱會舉行日期為 2011年12月18日-2012年1月3日(共十七場)。開場時間為2011年12月18日-2012年1月3日晚上8:15。

## 巡演地點
| 日期              | 城市     | 國家/地區 | 場地                 | 場數 | 附註                         |
| ----------------- | -------- | --------- | -------------------- | ---- | ---------------------------- |
| 亞洲              |          |           |                      |      |                              |
| 2011年12月18-31日 | 香港     | 香港      | 紅磡體育館           | 17   |                              |
| 2012年1月1-3日    | 香港     | 香港      | 紅磡體育館           | 17   | 第一度加場                   |
| 2012年8月11-12日  | 臺北     | 臺灣      | 台北小巨蛋           | 2    |                              |
| 2012年9月8日      | 新加坡   | 新加坡    | 新加坡室內體育館     | 1    |                              |
| 2012年9月29-30日  | 澳門     | 澳門      | 金光綜藝館           | 2    |                              |
| 2012年12月23-24日 | 大西洋城 | 美国      | Mark G. Etess Arena  | 2    |                              |
| 2013年3月17-24日  | 香港     | 香港      | 紅磡體育館           | 9    |                              |
| 2013年3月25日     | 香港     | 香港      | 紅磡體育館           | 9    | 第一度加場                   |
| 2013年12月7日     | 深圳     | 中国      | 深圳灣體育中心體育場 | 1    |                              |
| 2013年12月29日    | 广州     | 中国      | 天河體育中心體育場   | 1    |                              |
| 2014年10月27日    | 倫敦     | 英国      | 溫布利體育館         | 1    |                              |
| 2015年4月10-11日  | 馬來西亞 | 马来西亚  | 雲頂雲星劇場         | 2    |                              |
| 2015年10月30-31日 | 新加坡   | 新加坡    | 滨海湾金沙宴会厅     | 1    | 郭富城舞臨盛宴夢幻距離演唱會 |
| 2015年11月7日     | 澳門     | 澳門      | 新濠影滙綜藝館       | 1    | 郭富城舞臨盛宴夢幻距離演唱會 |

## 表演曲目

### 香港站
| Part 1 - 以歌會舞 + 一變傾城 - 戀愛態度1998 - 第四晚心情 - 戰場上的快樂聖誕 Part 2 - 最激帝國 + 神經 - 有效日期 - 愛情基本法 - 妳是我的一切之春眠篇 Part 3 - 飛 - 遊園驚夢 - 無忌 - 強 - 個個讚你乖 - 分享愛 | Part 4 - 失憶(諒解)備忘錄 - 三岔口 - 一直都在 - 你是未來 - 脈搏 Part 5 - I am Aaron Kwok - Para Para Sakura - 著迷 - 狂野之城 - 唱這歌 + I am Aaron Kwok - 愛的呼喚 - 永遠愛不完 Part 6 - 鐵幕誘惑 - 動起來 |

### 香港站安可篇
| Part 1 - 以歌會舞 + 一變傾城 - 戀愛態度1998 - 第四晚心情 - 誰能代替你 Part 2 - 國王的新歌 - 有效日期 - 愛情基本法 - 妳是我的一切之春眠篇 - 你是未來 - 飛 Part 3 - 無忌 - 聽風的歌 - 個個讚你乖 - 分享愛 | Part 4 - 失憶(諒解)備忘錄 - 三岔口 - 天機密語 - 脈搏 Part 5 - I am Aaron Kwok - Para Para Sakura - 著迷 - 狂野之城 - 唱這歌 + I am Aaron Kwok - 愛的呼喚 - 永遠愛不完 Part 6 - 鐵幕誘惑 - 動起來 |

### 澳門站(夢幻距離)
| Part 1 - 以歌會舞 + 一變傾城 - 戀愛態度1998 - 第四晚心情 - 誰能代替你 Part 2 - 絕對美麗 - 愛情基本法 - 我為何讓你走 Part 3 - 飛 - 無忌 - 我是不是該安靜的走開 - 唯一色彩 - 強 | Part 4 - 失憶(諒解)備忘錄 - 三岔口 - 我一直走 Part 5 - 對你愛不完 - 唱這歌 - 愛的呼喚 Part 6 - 鐵幕誘惑 - 脈搏 - 永遠愛不完 - 動起來 |